# Národní sjezd Strany zelených 2024
Národní sjezd Strany zelených 2024 byla událost, jejímž cílem bylo vybrat kandidáty Strany zelených Spojených států na prezidenta a viceprezidenta ve volbách v roce 2024. Konal se virtuálně ve dnech 15. až 18. srpna 2024. Jako kandidátka na prezidentku byla na sjezdu vybrána lékařka Jill Steinová, která si jako spolukandidáta vybrala historika Butche Warea.

## Proces nominace
Podle Strany zelených mají státy různé způsoby nominace kandidátů, například primárky nebo nominační sjezd. Stálý výbor strany pro nominace, Výbor pro podporu prezidentské kampaně (PCSC), uvádí určité požadavky, aby byl kandidát uznán; pokud jsou požadavky splněny, PCSC poskytne kandidátům podporu, aby se jejich jména dostala na hlasovací lístky primárek a sjezdu. Uznání není nutné pro kandidaturu na nominaci Strany zelených. Po skončení státních primárek, volebních shromáždění a sjezdů delegáti hlasováním nominují kandidáta na prezidenta a viceprezidenta.

## Hlavní kandidáti
| Jméno           | Datum a místo narození                     | Zkušenosti                                                           | Domovský stát    | Zahájení kampaně  | Kampaň | Počet delegátů | Poznámky          |
| --------------- | ------------------------------------------ | -------------------------------------------------------------------- | ---------------- | ----------------- | ------ | -------------- | ----------------- |
| Jill Stein      | 14. května 1950 (73 let) Chicago, Illinois | Lékařka a aktivistka Kandidátka v prezidentských volbách 2012 a 2016 | Massachusetts    | 9. listopadu 2023 | Kampaň | 228/420        | [ 5 ] [ 6 ]       |
| Jasmine Sherman | 17. srpna 1985 (38 let) Queens, New York   | Výkonná ředitelka neziskové organizace Greater Charlotte Rise        | Severní Karolína | 18. února 2022    |        | 10/420         | [ 7 ] [ 8 ] [ 9 ] |
| Jorge Zavala    | neznámé                                    | Podnikatel                                                           | Kalifornie       | 13. října 2023    |        | 0/420          | [ 8 ] [ 10 ]      |

## Hosté sjezdu
Jako hostující řečníci a řečníci na workshopech, které se budou konat během sjezdu, byly oznámeny následující osoby:
- Jim Becklund, spolupředseda frakce starších členů Strany zelených
- Chris Blankenhorn, bývalý spolupředseda Národního výboru Strany zelených (2016–2018)
- Marsha Coleman-Adebayo, autorka
- Barbara Dahlgrenová, bývalá spolupředsedkyně Strany zelených ve Wisconsinu
- Andy Ellis, organizátor kampaní
- Philena Farley, komunitní organizátorka
- Mike Feinstein, spoluzakladatel kalifornské Strany zelených a bývalý starosta města Santa Monica
- Asa Gordon, předseda Strany zelených ve Washingtonu D.C.
- Howie Hawkins, spoluzakladatel Strany zelených a kandidát na prezidenta v roce 2020.
- Haig Hovaness, mírový aktivista
- Rita Jacobsová, právnička a protiválečná aktivistka
- Emily Kawano, podnikatelka
- Terry Lodge, protiválečný aktivista
- Daniel Lugassy
- Rita Maniotis, dobrovolnice v kampaních
- Gloria Mattera, spolupředsedkyně newyorské Strany zelených
- Caledon Myers, výkonný ředitel neziskové organizace
- Sue Petersová, technologka finančních systémů
- AJ Reed, organizátor
- Anita Rios, kandidátka Strany zelených pro guvernérské volby v Ohiu v roce 2014
- Rob Richie, aktivista za změnu volebního systému
- Lynne Serpeová, pedagožka a konzultantka kampaní
- Ryan Swan, výzkumný pracovník
- Howard Switzer, kandidát Strany zelených do guvernérských voleb v Tennessee v roce 2010